# Artur Łakomiec
Artur Konrad Łakomiec (ur. 7 sierpnia 1973 w Ostrowcu Świętokrzyskim) – polski samorządowiec i urzędnik, w latach 2023–2024 wiceprezydent, a od 2024 prezydent Ostrowca Świętokrzyskiego.

## Życiorys
Ukończył studia politologiczne o specjalności społeczno-samorządowej. Kształcił się także w Krajowej Szkole Administracji Publicznej, Szkole Głównej Handlowej oraz Politechnice Lubelskiej, gdzie uzyskał dyplom MBA. Przez kilkanaście lat pracował w starostwie powiatowym w Ostrowcu Świętokrzyskim, m.in. jako audytor wewnętrzny. Był członkiem kierownictwa przedsiębiorstw komunalnych z rodzinnej miejscowości – w 2014 objął stanowisko wiceprezesa Miejskiej Energetyki Cieplnej, a w 2018 prezesa Miejskich Wodociągów i Kanalizacji. Zajmował się także działalnością jako wykładowca akademicki, był członkiem komitetu monitorującego Program Operacyjny Kapitał Ludzki przy urzędzie marszałkowskim.
W styczniu 2023 objął stanowisko wiceprezydenta Ostrowca Świętokrzyskiego. W wyborach samorządowych w 2024 był kandydatem na prezydenta miasta z ramienia KW Tak! Dla Samorządu (z poparciem Koalicji Obywatelskiej, Polskiego Stronnictwa Ludowego i Nowej Lewicy). Wygrał je już w pierwszej turze głosowania z poparciem 58,20% wyborców (jego poprzednik Jarosław Górczyński nie ubiegał się o reelekcję).
Żonaty, ma dwoje dzieci.

## Odznaczenia
Został odznaczony Brązowym Medalem za Długoletnią Służbę.